# Atassut
Atassut (en groenlandais, « Solidaire ») est un parti politique libéral-conservateur et unioniste groenlandais.

## Résultats électoraux

### Élections auParlement du Groenland
| Année | Voix   | %     | Sièges  | Rang | Gouvernement                                                                             |
| ----- | ------ | ----- | ------- | ---- | ---------------------------------------------------------------------------------------- |
| 1979  | 7 688  | 41,69 | 8 / 21  | 2e   | Opposition                                                                               |
| 1983  | 11 443 | 46,64 | 12 / 26 | 1er  | Opposition                                                                               |
| 1984  | 9 873  | 43,77 | 11 / 25 | 2e   | Opposition                                                                               |
| 1987  | 10 044 | 40,07 | 11 / 27 | 2e   | Opposition                                                                               |
| 1991  | 7 536  | 30,11 | 8 / 27  | 2e   | Opposition                                                                               |
| 1995  | 7 674  | 30,09 | 10 / 31 | 2e   | Johansen II (1995-1997), opposition (1997-1999)                                          |
| 1999  | 7 100  | 25,22 | 8 / 31  | 2e   | Opposition                                                                               |
| 2002  | 5 780  | 20,42 | 7 / 31  | 3e   | Opposition                                                                               |
| 2005  | 5 528  | 19,14 | 6 / 31  | 4e   | Enoksen II                                                                               |
| 2009  | 3 094  | 10,94 | 3 / 31  | 4e   | Opposition                                                                               |
| 2013  | 2 454  | 8,21  | 2 / 31  | 3e   | Hammond                                                                                  |
| 2014  | 1 919  | 6,57  | 2 / 31  | 5e   | Kielsen I (2014-2015), Kielsen II (2015-2016), opposition (2016-2018), Kielsen IV (2018) |
| 2018  | 1 730  | 5,96  | 2 / 31  | 5e   | Kielsen V (2018-2019), opposition (2019-2021)                                            |
| 2021  | 1 879  | 7,09  | 2 / 31  | 5e   | Opposition                                                                               |
| 2025  | 2 092  | 7,39  | 2 / 31  | 5e   | Nielsen                                                                                  |

### Élections au Parlement du Danemark
| Année | Voix  | %    | Sièges | Rang |
| ----- | ----- | ---- | ------ | ---- |
| 1979  | 6 390 | 44,9 | 1 / 2  | 1er  |
| 1981  | 9 223 | 37,7 | 1 / 2  | 1er  |
| 1984  | 9 308 | 43,5 | 1 / 2  | 1er  |
| 1987  | 6 627 | 41,3 | 1 / 2  | 2e   |
| 1988  | 8 135 | 38,7 | 1 / 2  | 2e   |
| 1990  | 7 078 | 36,6 | 1 / 2  | 2e   |
| 1994  | 7 501 | 34,7 | 1 / 2  | 2e   |
| 1998  | 8 404 | 36,1 | 1 / 2  | 2e   |
| 2001  | 5 138 | 22,1 | 0 / 2  | 4e   |
| 2005  | 3 374 | 14,9 | 0 / 2  | 3e   |
| 2007  | 4 094 | 16,5 | 0 / 2  | 4e   |
| 2011  | 1 728 | 7,5  | 0 / 2  | 4e   |
| 2015  | 1 526 | 7,6  | 0 / 2  | 4e   |
| 2019  | 1 099 | 5,3  | 0 / 2  | 6e   |
| 2022  | 1 099 | 3,7  | 0 / 2  | 5e   |

### Parlement européen
| Année | Voix  | %    | Sièges | Rang |
| ----- | ----- | ---- | ------ | ---- |
| 1979  | 4 142 | 44,7 | 0 / 1  | 2e   |
| 1984  | 4 240 | 36,5 | 0 / 1  | 2e   |

## Liste des présidents
- 1979-1984 : Lars Chemnitz
- 1985-1989 : Otto Steenholdt
- 1989-1993 : Konrad Steenholdt
- 1993-2002 : Daniel Skifte
- 2002-2005 : Augusta Salling
- 2005-2009 : Finn Karlsen
- 2009-2014 : Gerhardt Petersen
- 2014-2017 : Knud Kristiansen
- 2017 : Qulutannguaq Inuk Berthelsen (par intérim après que Knud Kristiansen a quitté le parti)
- depuis 2017 : Siverth K. Heilmann